# Lophomachia angiportus
Lophomachia angiportus är en fjärilsart som beskrevs av Louis Beethoven Prout 1932. Lophomachia angiportus ingår i släktet Lophomachia och familjen mätare. Inga underarter finns listade i Catalogue of Life.